# رونالد ارنست آیتچیسون
رونالد ارنست آیتچیسون (انگلیسی: Ronald Ernest Aitchison؛ زاده ۲۹ دسامبر ۱۹۲۱ درگذشته ۹ مارس ۱۹۹۶) یک فیزیک‌دان اهل استرالیا بود.

## نگارخانه

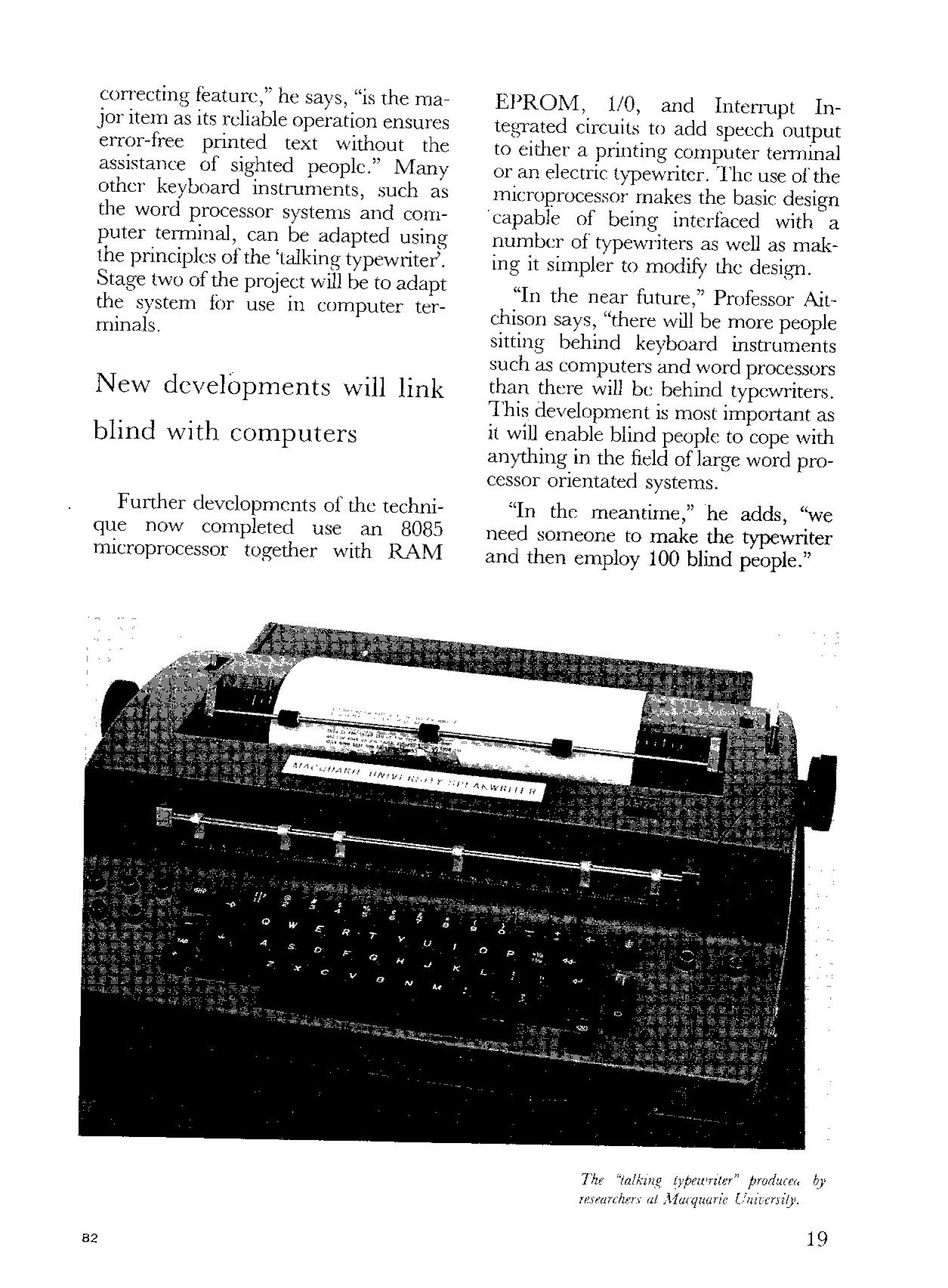